# Striezelmarkt

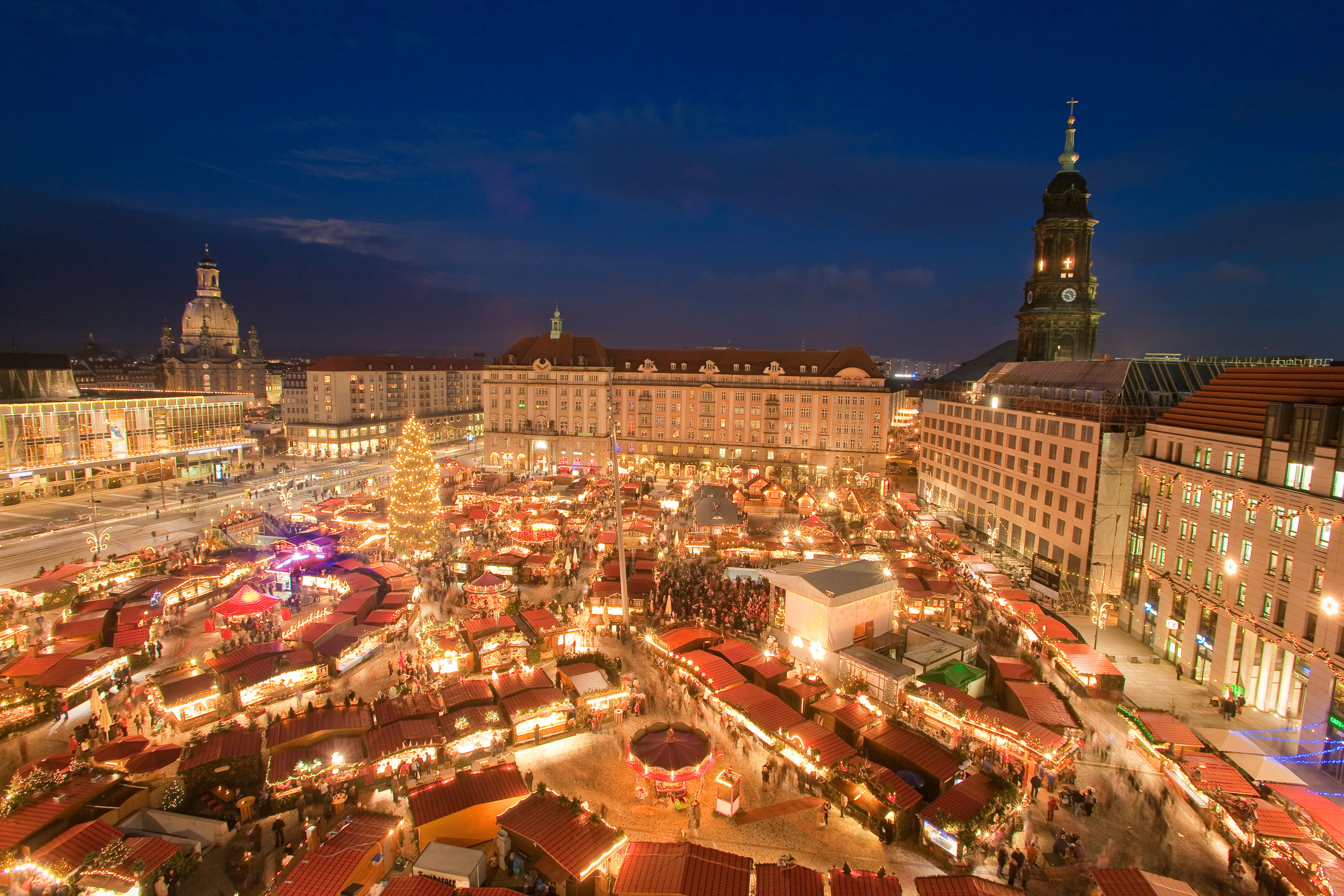
El Striezelmarkt de 2009 visto desde el cielo.

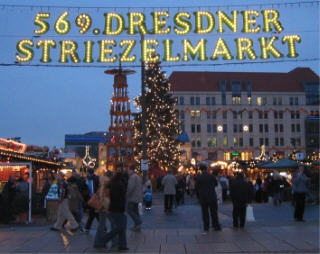
El Striezelmarkt en 2003.

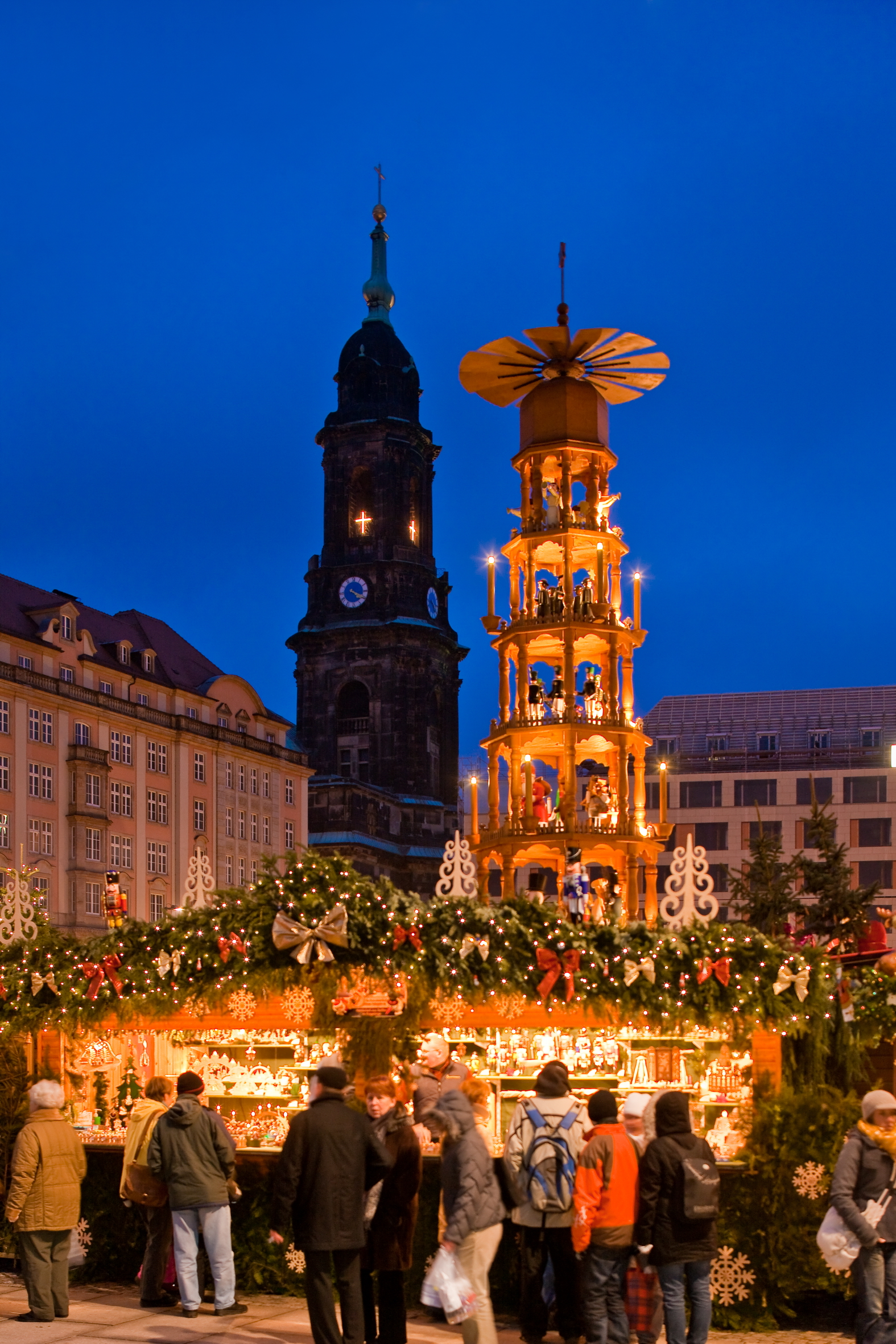
La pirámide navideña del Striezelmarkt de 2009.

El Striezelmarkt de Dresde, Sajonia, Alemania, es un mercado navideño que viene celebrándose periódicamente desde 1434, y cuya edición de 2018 será la número 584. Es uno de los mercados navideños más antiguos del mundo y atrae cada año a más de 2,5 millones visitantes con sus 240 puestos. Es un evento multitudinario que se organiza casi todos los años en la plaza de Altmarkt. Lo complementan una serie de mercados navideños situados en las inmediaciones, que no pertenecen propiamente al Striezelmarkt. Se trata de los mercados navideños de Prager Straße, Hauptstraße, y justo al norte el de Stallhof, en Neumarkt.

## Historia
El origen del Striezelmarkt se remonta a un privilegio otorgado por el príncipe elector de Sajonia Federico II en 1434. Originariamente se trataba de un mercado de carne que se celebraba el lunes antes de Navidad, pero con el paso de los años fue aumentando su duración. En la actualidad dura todo el periodo de Adviento. El nombre deriva del Stollen, un pastel navideño típico de Dresde, que en Mittelhochdeutsch, ancestro del alemán moderno, se llamaba Strutzel o Striezel. El momento cumbre del Striezelmarkt es la celebración del Stollenfest o fiesta del Stollen, implantada en 1994, para la que se hornea un Stollen gigante de casi cuatro toneladas de peso.
En 2007, el Striezelmarkt se celebró en Ferdinandplatz a causa de las obras para la construcción de un garaje subterráneo en Altmarkt.

## Características
El Striezelmarkt está formado por unos 240 puestos. En mitad de la plaza se yergue una pirámide navideña, ornamento navideño muy típico en Alemania, que con 14 metros es la más grande del mundo. Junto a ella hay una picea de veinte metros de altura. En el extremo opuesto a la entrada principal hay un castillo de cuento de hadas hecho de madera, que a su vez sirve de calendario de Adviento. Cada día, durante una función de marionetas, se abre una puerta del mismo y los viernes se recibe la visita de "Santa Claus".
En el mercado se ofertan, entre otras muchas cosas, obras de artesanía, como por ejemplo tallas de madera hechas en la zona del Erzgebirge. También se venden pirámides navideñas y Räuchermänner, unas figuras decorativas de madera huecas que tienen forma de hombre que sostiene una pipa y en cuyo interior se introducen velas aromáticas que al arder dan la sensación de que el hombrecillo fuma. Son también típicos unos cascanueces con forma de soldado vestido de rojo originarios del Erzgebirge, que se dice están inspirados en El Cascanueces de Chaikovski.
Además del Christstollen, se pueden adquirir Pflaumentoffel, dulces de ciruela pasa con forma de hombrecillo, y Pulsnitzer Pfefferkuchen, una variedad de pan de especias originaria de la localidad sajona de Pulsnitz. Asimismo, es tradicional beber Glühwein (vino caliente con canela y clavo) en tazas decoradas para la ocasión.
El Striezelmarkt atrae a más de 2,5 millones de visitantes al año, tanto alemanes como de otras partes del mundo.